# 滅私奉公

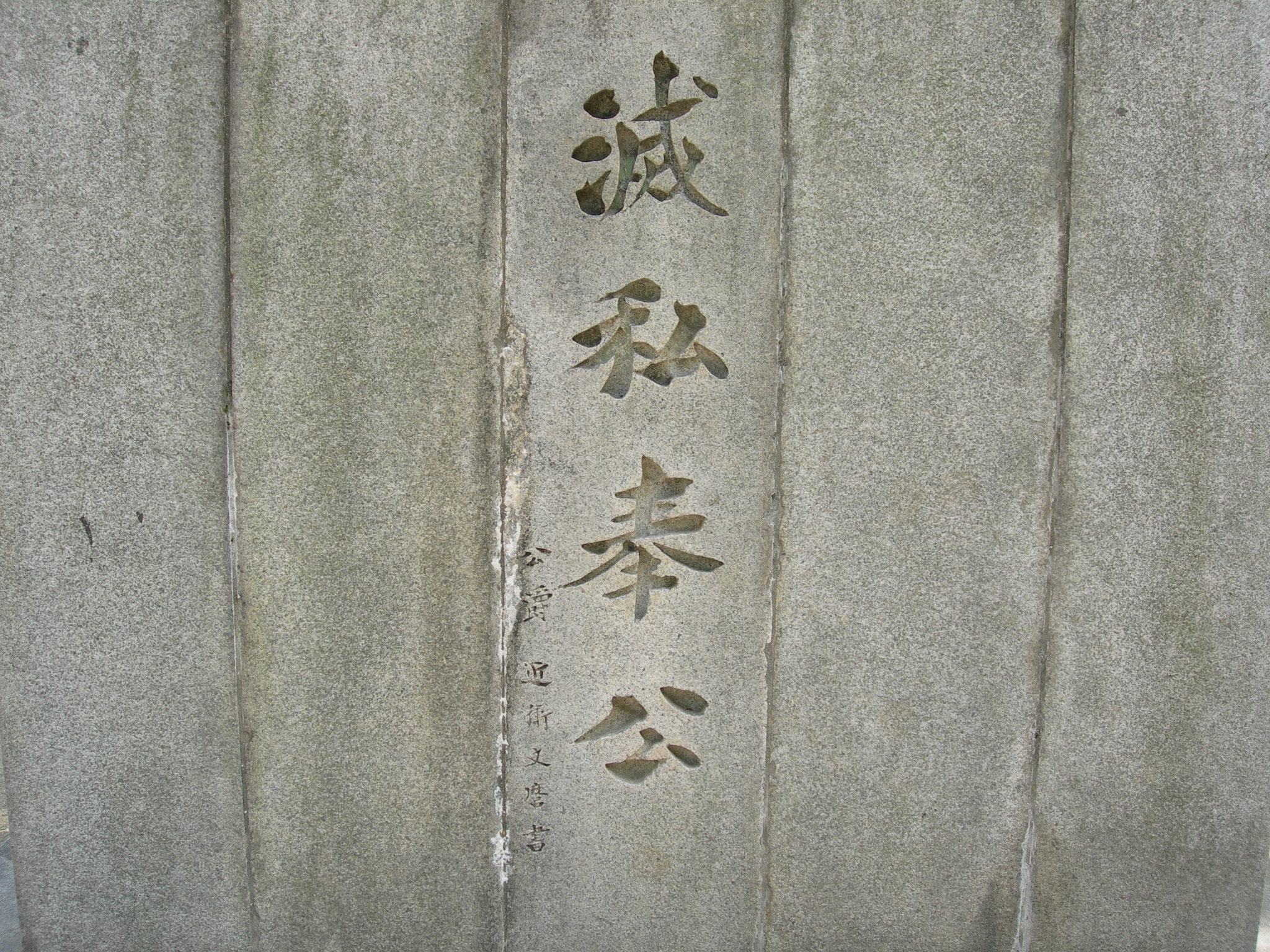
近衛文麿による「滅私奉公」の揮毫

滅私奉公（めっしほうこう）は、個人規模の利益の追求を一切やめて公に尽くすことを意味する標語。

## 概要
一般的には、私心や私情を抑えて、国家・地方公共団体・社会・世間などに対して奉仕する精神を意味する。
「滅私」は自身の利益や願望を追求しないこと。
「奉公」は公や上の立場の者に奉仕すること。
しばしば個人主義私利私欲の対極にある思想のひとつと見なされ、過度な実践は自己犠牲を伴い、全体主義に繋がることもある。個人主義の発祥の地である欧米諸国においても、公に対する忠誠や献身的精神は究極の愛の形として高く評価されることはあるが、日本の戦後教育は個性を重視する観点から否定的である。
江戸時代の日本では、葉隠の記載から広く浸透した「武士道と云ふは、死ぬ事と見付けたり」という言葉にあるように、士族社会に於いては「自分の命を捨ててでも、主人のために尽くす」生き方が推奨された。現代日本の企業の特徴のひとつとして、企業の公共性や社会貢献の度合とは関係なく、企業内における封建制下の主君と家臣のような関係性を指して、変則的に滅私奉公と表現されることがある。この企業内で完結する滅私奉公の強要が、過労、サービス残業、休日出勤、有給休暇の未消化といった労働問題の原因になっているとの指摘もある。日本経済団体連合会は「戦後の教育は、権利の尊重を過度に重視してきた。その結果、自らの権利のみを主張する弊害が目立つようになっている。権利と義務は表裏一体の関係にあることを踏まえ、権利意識とバランスのとれた公共の精神、つまり社会の構成員、あるいは組織・団体の構成員としての責任と義務を教育の中で強調していくべきである」との政策提言を行うなど、この変則的滅私奉公を推し進めるべきだとも取れる主張を行っている。